# Diaphoromyces
Diaphoromyces — рід грибів родини Laboulbeniaceae. Назва вперше опублікована 1926 року.

## Класифікація
До роду Diaphoromyces відносять 5 видів:
- Diaphoromyces kuschelii
- Diaphoromyces lispini
- Diaphoromyces marginatus
- Diaphoromyces minutissimus
- Diaphoromyces zirophori